# Museo della basilica di Gandino
Il museo della basilica di Gandino ha sede a Gandino in piazza dell'Emancipazione n. 9 e conserva oggetti d'arte sacra provenienti dalla basilica di Santa Maria Assunta.

## Sede
Il museo si trova in prossimità della basilica mariana di Gandino, in quello che era il palazzo della vicaria del XVI secolo, sul piazzale dell'Emancipazione, nome derivante all'atto omonimo sottoscritto sulla piazza nel 1233 che decretava l'autonomia della città gandinese dalle autorità di Bergamo. Il documento è conservato negli archivi comunali.

Gli arredi e i beni in argento conservati nel museo non sono solo oggetti museali ma arredi della liturgia di utilizzo nei diversi appuntamenti del calendario liturgico.

## Storia
Il museo fu inaugurato il 15 dicembre 1929 per volontà del parroco Giovanni Bonzi ed è considerato uno dei più antichi del suo genere in Italia Il museo era stato creato nei locali del palazzo cinquecentesco con un primo studio di Luigi Angelini e con un lavoro successivo di ampliamento progettato dal figlio Sandro. Era stato aperto con l'intento di conservare i beni che nel tempo i mercanti gandinesi avevano offerto alla chiesa di Santa Maria Assunta e alle altre chiese, preservandoli dall'alienazione. Una cartina geografica indica il percorso che i mercanti di panni lana di Gandino percorrevano raggiungendo molte parti dell'Europa settentrionale. Al ritorno dai viaggi i mercanti gandinesi portavano le materie prime acquistate necessarie per la lavorazione dei tessuti, e oggetti che abbellivano le loro abitazioni nonché le molte chiese, dove godevano di giuspatronato e maggiorascato, oggetti che non erano solo motivo di abbellimento ma atti di ringraziamento per il buon esito del loro viaggio.
Il museo fu ampliato nel 1963 e nel 1988 con l'aggiunta delle sezioni dedicate ai pizzi e ai presepi nei locali adiacenti. Il museo, pur essendo parrocchiale, è collegato alla rete dei musei diocesani della fondazione Bernareggi di Bergamo.

## La collezione
Il museo che conserva oggetti di valore non solo artistico ma anche di alta oreficeria, si articola in più sezioni.

Lo spazio adibito ad accettazione dei visitatori espone la cartina geografica che indica i viaggi dell'antica attività di mercatura che portarono i gandinesi fino in Polonia e al nord Europa e un crocifisso ligneo con Cristo del 1520 realizzato dal maestro di Heiligenblut che faceva parte degli arredi dell'antica chiesa del XV secolo
La sala degli arazzi è preceduta da una croce lignea policroma opera di anonimo pittore lombardo di scuola milanese risalente al XV secolo di grandi dimensioni.

Un libro miniato, opera anche questa di scuola milanese, composto da 267 fogli in pergamena con sedici iniziali miniatura. La miniatura del monogramma di san Bernardino da Siena, lo colloca nel XV secolo. Il libro è rilegato in cuoio con borchie d'ottone.

### Sala degli arazzi
La sala degli arazzi fu ideata da Sandro Angelini ed espone due serie differenti di opere, sulla parete sinistra vi sono quattro arazzi con soggetti profani raffiguranti scene di caccia: Caccia al cinghiale, Caccia all'anatra, Caccia alla volpe e Caccia al fagiano di provenienza dalla famiglia Giovanelli. 
La parete di destra e la parte superiore, presenta arazzi aventi un soggetto sacro. Questi raffigurano scene della vita di Maria: Nascita di Maria, Presentazione di Maria al tempio, Annunciazione con Visitazione alla cugina Elisabetta e Dormizione di Maria.
Gli arazzi sono di fattura fiamminga della fine del XVI secolo e furono restaurati nel 1929 da Cornelia Mariani.

### Sala dell'altare d'argento
Conservato in una teca di vetro vi è il grande altare argenteo risalente al XVII e XVIII secolo con a fianco la tribuna espositoria. Tutto il complesso è riposizionato sull'altare maggiore della basilica mariana in occasione delle più importanti giornate liturgiche del calendario cristiano.

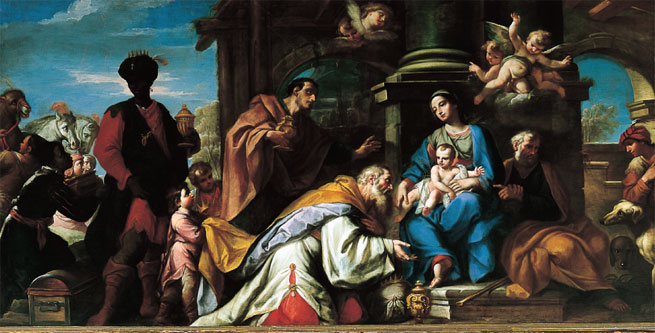
Adorazione dei Re Magi Sante Prunati

### Pinacoteca
La galleria espone dipinti di artisti di cui alcuni gandinesi. In particolare: 
- Madonna in trono e santi opera di Antonio Marinoni,
- Cristo deposto e angeli opera proveniente dalla bottega di Palma il Giovane,
- Traslazione della santa Casa di Loreto opera di Pasqual de Gonzali
- Cristo cade sotto la croce  opera di Niccolò Frangipane del 1597,
- Immacolata concezione opera di Antonio Balestra,
- Comunione di San Casimiro Sebastiano Ricci,
- Annuncio ad Anna e Gioacchino opera di Domenico Carpinoni,
- Matrimonio della Vergine opera di Domenico Carpinoni,
- Ritratto di nobildonna in nero opera di Antonio Cifrondi,
- Tobiolo e l'angelo e sant'Antonio da Padova opera di Giacomo Cotta,
- Transito di san Giuseppe Francesco della Madonna pittore forse gandinese di cui si conserva anche uno stendardo,
- Assunta opera di Luigi Benfatto del 1609 per la basilica,
- Circoncisione di Gesù di Pietro Mango del 1655 anche questo proveniente dalla basilica,
- Natività di Gesù risalente alla seconda metà del XVII secolo proveniente dall'altare della Natività della basilica.

La pinacoteca conserva opere raffigurati ritratti dei parroci gandinesi che godevano di giuspatronato.
Una sezione è dedicata ai dipinti del gandinese Ponziano Loverini tra cui un suo autoritratto, il Corteo funebre, il Viatico e in occasione del novantesimo anniversario della sua morte e solo per un breve periodo, il grande dipinto L'ultimo saluto del Colleoni alla figlia Medea proveniente dal Castello di Thiene.

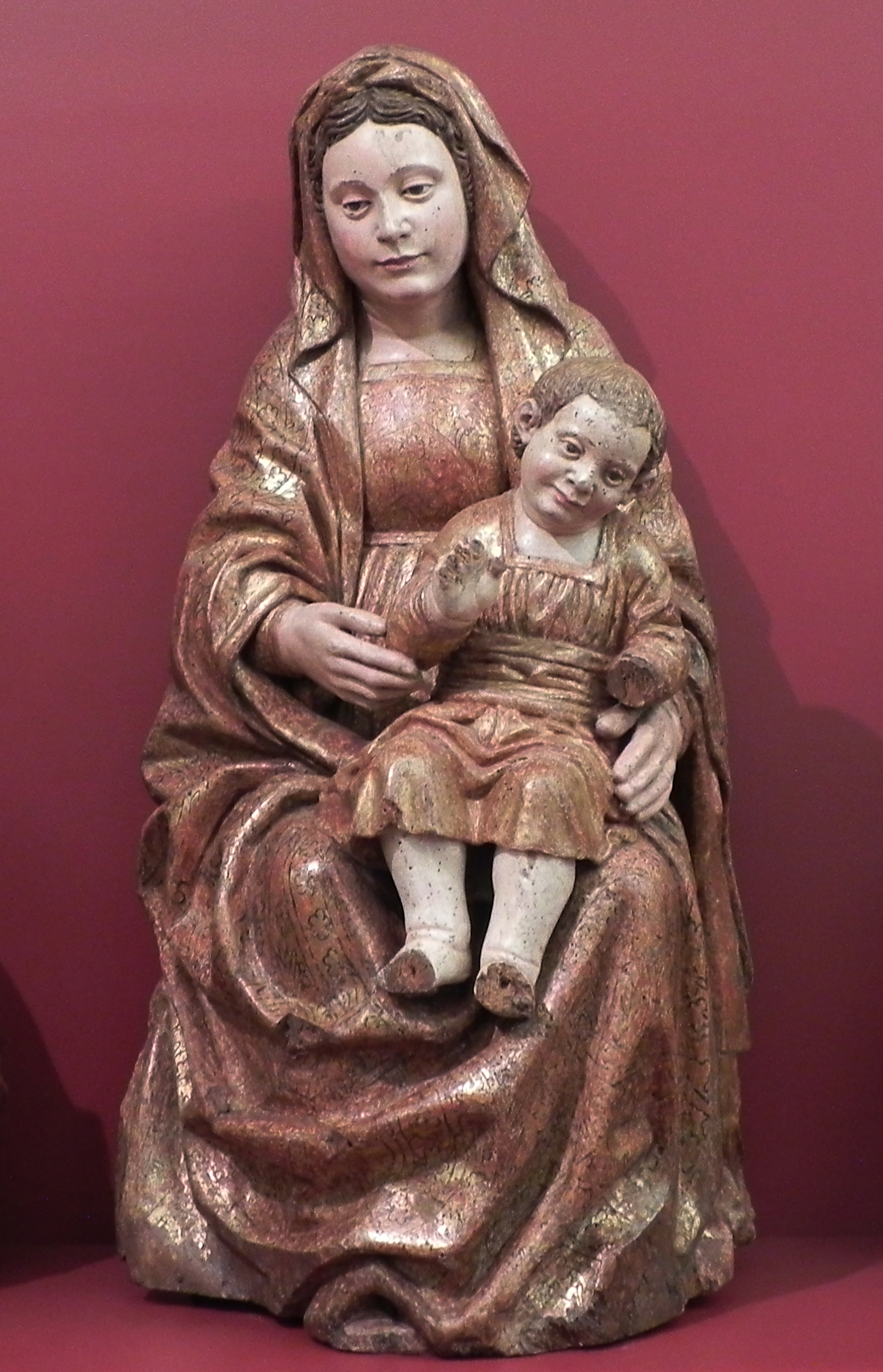
Madonna con Bambino (Pietro Bussolo)

La galleria espone anche un'opera lignea: Dio Padre sostiene la croce, opera cinquecentesca realizzata da un artista anonimo ma attivo in Friuli e proveniente dall'antica chiesa mariana.

### Sala dei paramenti
La sala dei paramenti si trova al piano superiore anticipata da un'opera vestita fantoniana la Madonna del Rosario. e un paliotto cinese in seta del XVIII secolo. 

La galleria espone molti arredi sacri in seta e oro, tra questi un piviale del XV secolo, una dalmatica sempre del XV secolo in oro, un baldacchino del opus Domini del 1729 realizzato con filati doro e argento.

### Galleria dei merletti e delle statue lignee
La galleria prosegue con la sezione dedicata ai merletti, tra i più completi d'Italia, con la presenza di 300 pezzi risalenti dal XVI al XX secolo provenienti non solo da Gandino ma anche dalla Francia e dalle Fiandre.

La sezione espone anche una collezione di statue lignee di cui san Rocco, san Sebastiano e san Cristoforo opere cinquecentesche del gandinese Giovanni Antonio di Francesco Terandi. Una Madonna addolorata e Maddalena scultura del 1520 di Jorg Laderer. Mentre sul soffitto sono appesi i dipinti raffiguranti i Macabri opere di Giovanni Radici del 1758-1771, facevano parte dei paramenti usati nella basilica mariana durante i giorni del Triduo dei morti. Questi raffigurano scheletri vestiti gli abiti sontuosi dei nobili o degli ecclesiastici o di gente comune.

### Sala del tesoro
Questa sezione è la parte più preziosa del museo, espone, infatti, manufatti e arredi sacri non solo di valore artistico ma anche economico racchiusi in una grande teca in ferro battuto. Un inventario del 3 gennaio 1555 documentava la ricchezza di beni della basilica. Di quell'inventario non rimangono molti pezzi perché persi nel tempo, ma se ne aggiunsero altri sempre dono delle famiglie che ringraziavano la Madonna per il buon esito dei loro viaggi di mercatura. Nel 1797 parte del tesoro fu requisito dall'esercito napoleonico e dalla Repubblica Cisalpina, venendo poi riscattato dai gandinesi.
L'argenteria è di provenienza prevalentemente da Augusta, località che i mercanti gandinesi ben conoscevano, nonché proveniente dall'Ungheria, Vienna e dagli argentieri di Milano, Verona e Brescia. Tra i preziosi oggetti vi sono:
- ostensorio gotico d'ambito ungherese in argento dorato dal 1527 dal peso di 11 kg che annualmente viene usato nella processione del Corpus Domini;
- Ostensorio raggiato in argento e oro d'ambito tedesco del XVI secolo;
- Calice d'ambito ungherese del XV secolo, la coppa ha una ampiezza superiore alla norma in quanto veniva usata la sera del Giovedì santo, per deporvi la particola nel sepolcro. Il calice era dono della famiglia Giovanelli a testimonianza che i traffici della famiglia raggiunsero l'Ungheria.[21]
- Calice d'ambito italiano del XVI secolo in argento dorato; presente nell'inventario del 1666, pare che sia stato un dono del vescovo di Parma, il gandinese Carlo Nembrini.
- Pisside austriaca proveniente da Vienna e della fine del XVI secolo. Fu usata da papa Giovanni Paolo II durante la sua visita in Bergamo del 1981. La pisside riporta la citazione: Nicolaus, Andreas, Silvester Iovanelli fratres Offerent hoc vesculum Ecclesiae S.Mariae de Gandino ad Honorem Dei et mariae et omnium sanctorum 1598 lar.Viennae Austriacorum.[22]
- Croce astile opera di Matreniano de Filippis di Milano del 1460 in argento fuso dorato sbalzato e traforato. L'artigiano ha impresso il suo nome sul dato che sta tra il nodo e il piede della croce in caratteri gotici.
- Madonna del Patrocinio opera di Andrea I Wickert di Augusta del 1652 proveniente dalla casa dei Giovanelli, il manufatto fu infatti donato nel 1730 da Maria Maddalena Giovanelli.

### Sezione dei presepi
Questa sezione voluta dal monsignor Alessandro Recanati fu inaugurata nel natale 1988 ed espone 600 presepi realizzati in materiali differenti provenienti da sessanta località ed è intitolata a Papa Giovanni Paolo II.

La collezione conserva in particolare un presepio napoletano del XVIII secolo, uno in corallo nero, un'adorazione dei Re Magi d'ambito tirolese in legno policromo dorato del XVI secolo, uno rumeno in alabastro e argento e la Madonna con Bambino opera del 1498 di Pietro Bussolo facente parte del Polittico di Gandino.

### Sezione dell'archeologia tessile
Anche questa sezione è stata aperta nel 1988 ed espone attrezzi del XVIII e XIX secolo che erano d'uso per la realizzazione dei panni lana, strumenti fondamentali per lo sviluppo economico gandinese. 

La sala espone un orditorio del XVIII secolo, un telaio a tessitura semplice e uno dotato di macchina per la realizzazione di disegni a jacquard, alcuni pettini da tessitura, una gardatrice, un tessitoio usato per l'asciugatura dei panni lana, una piegatrice e una macchina per l'orlatura nonché il campionario della ditta Radici del 1877-1952.